# Zhanna Dmitriyevna Yorkina
Zhanna Dmitriyevna Yorkina (tiếng Nga: Жанна Дмитриевна Ёркина; 6/5/1939 mất ngày 25/5/2015) là một nữ phi hành gia Liên Xô.
Zhanna Yorkinna sinh ra ở Soltsy, tỉnh Novogorod. Cô tốt nghiệp Học viện Sư phạm ở thành phố Ryazan với bằng tiếng Anh. Cô cũng có thể nói cả tiếng Đức và tiếng Pháp, điều này đã hỗ trợ cô rất nhiều trong việc được tuyển chọn làm nhà du hành vũ trụ.  Vào tháng 2 năm 1962, Yorkina được chọn làm thành viên của một nhóm gồm năm nữ phi hành gia được huấn luyện cho chuyến bay đơn trên tàu vũ trụ Vostok. Cô được chọn trở thành Nữ du hành vũ trụ vào ngày 4 tháng 3 năm 1962. Sau đó, cô được Ủy ban Y tế Liên Xô chấp nhận vào ngày 3 tháng 4 năm 1962. Sở thích nhảy dù của cô đã khiến cô trở thành một ứng cử viên cho chương trình huấn luyện du hành vũ trụ. Cô là một vận động viên nhảy dù của câu lạc bộ Ryazan trong khi còn là một giáo viên dạy ngoại ngữ ở trường trung học. Năm 22 tuổi, Zhanna Yorkina được Chính phủ Liên Xô lựa chọn tham gia các bài kiểm tra. Giống như vài nữ phi hành gia trong nhóm (như Tatyana Kuznetsova), cô cũng là một vận động viên nhảy dù nghiệp dư. Việc biết nhảy dù gần như là một kỹ năng cần thiết nhất, và là một trong những tiêu chí quan trọng nhất để lựa chọn nữ phi hành gia tương lai. Vào thời điểm đó, nó được coi là một lý do tuyệt mật, nhưng sau đó người ta tiết lộ rằng với các mẫu tàu vũ trụ mà Liên Xô thiết kế thời điểm đó, các phi hành gia sẽ được phóng ra khỏi khoang của tàu vũ trụ và tự hạ cánh bằng dù, tách biệt với tàu vũ trụ. Sau này trên thế hệ tàu Voskhod, module hạ cánh bằng dù hãm với các phi hành gia vẫn còn bên trong. Các ứng viên nữ phi hành gia được tuyển chọn phải dưới 30 tuổi, cao dưới 1m7 và nặng dưới dưới 69,85 kg. Zhanna Yorkina, cùng với bốn người khác được lựa chọn, trải qua một thời gian huấn luyện khắc nghiệt bị rút ngắn còn 6 tháng do Liên Xô muốn đánh bại Mỹ trong việc đưa nữ phi hành gia đầu tiên vào vũ trụ. Khóa đào tạo bao gồm các lớp học về thiên văn học, hàng không và huấn luyện thể chất bao gồm bơi lội và thể dục dụng cụ. Các nữ phi hành gia cũng phải trải qua khóa đào tạo ly tâm mà Zhanna Yorkina nhớ lại là rất khó khăn. Sau này bà nhớ lại: "Đây là một bài huấn luyện không dễ dàng. Nếu như bạn thả lỏng bụng, bạn sẽ bất tỉnh, điều này cũng thường xảy ra với những người đàn ông. Chúng tôi đã cầm một chiếc điều khiển từ xa trong khi kiểm tra. Nếu vẫn còn cầm nó, điều đó có nghĩa là bạn còn ý thức. Nếu không, bạn đã rơi vào trạng thái mất ý thức, và họ đưa bạn ra ngoài." Các nữ phi hành gia cũng phải trải qua thời gian thích nghi trong buồng nhiệt, nơi họ phải tiếp xúc với nhiệt độ cao tới 103 độ F (54,4 độ C) với độ ẩm 30 phần trăm.
Năm 1963, cô kết hôn với Valery Sergeychik, và có hai người con, Valery và Svetlana, vi phạm quy tắc của Korolyov rằng các nữ phi hành gia phải ngừng sinh con và cống hiến hết mình cho chương trình không gian.
Vinh dự trở thành người phụ nữ đầu tiên bay vào vũ trụ đã dành cho Valentina Tereshkova, cô đã được đưa lên quỹ đạo vào tháng 6 năm 1963 trên con tàuVostok 6. Người dự bị cho Tereshkova là Irina Solovyova, cùng với Valentina Ponomaryova. Yorkina còn gặp tai nạn khi cô bị chấn thương mắt cá chân trong một lần nhảy dù. Chấn thương mắt cá chân khiến cô bỏ lỡ một phần của khóa huấn luyện. Yorkina cũng đã không thực hiện tốt trong quá trình lái tàu mô phỏng. Tháng 4 năm 1963, các nữ phi hành gia đã trải qua ba ngày trong thiết bị bay mô phỏng tàu Vostok. Trong khi các nữ phi hành gia khác đều vượt qua bài mô phỏng, Yorkina lại không chuẩn bị đầy đủ về thể chất để thực hiện chuyến bay mô phỏng. Yorkina chỉ ăn một phần ba khẩu phần ăn được cấp và cô cũng không mang ủng vào ngày đầu tiên của huấn luyện mô phỏng. Điều này dẫn đến việc Yorkina bị ngất xỉu ngay sau khi buổi mô phỏng kết thúc. Yorkina tỏ ra rất yếu so với những nữ phi hành gia khác.
Sau Vostok 6, Yorkina chuẩn bị cho sứ mệnh Voskhod 2 vào năm 1965. Đây là sứ mệnh đưa phi hành gia nữ đầu tiên đi bộ ngoài không gian. Sau nhiệm vụ này, cô được chỉ định làm chỉ huy dự bị cho phi hành đoàn tàu Voskhod 4. Voskhod 4 là sứ mệnh trong đó một phi hành gia sẽ ở trên quỹ đạo trong 20 ngày để kiểm chứng những tác động khi sống trong môi trường vô trọng lực cùng với các thí nghiệm khác. Tuy nhiên sứ mệnh bị hủy bỏ vào năm 1966. Yorkina tiếp tục huấn luyện với tàu vũ trụ Soyuz cho đến khi nhóm nữ phi hành gia bị giải thể.
Yorkina được coi là một trong những người kém năng lực nhất trong số 5 nữ phi hành gia, tướng Kamanin phàn nàn rằng Yorkina ấy "quá thích sô cô la và bánh ngọt".  Cô được đưa vào chuẩn bị cho sứ mệnh Voskhod 5, nhưng chỉ là thành viên phụ của phi hành đoàn dự bị. Một vấn đề khác là công ty Zvezda-công ty đảm nhận việc thiết kế bộ đồ phi hành gia, từ chối thiết kế bộ đồ phi hành gia dùng để đi bộ ngoài không gian dành cho nữ. Điều này gây ra sự chậm trễ đối với sứ mệnh và cuối cùng sứ mệnh Voskhod sau sứ mệnh Voskhod 2 đã bị hủy bỏ. Sau khi Sergei Korolev qua đời, chương trình vũ trụ của Liên Xô bị chững lại, tất cả các phi hành gia được thuyên chuyển sang phát triển chương trình Soyuz.
Sau khi Chương trình Voskhod bị hủy bỏ, Yorkina tiếp tục làm việc tại Trung tâm Đào tạo Phi hành gia Gagarin, và bà đã tham gia phát triển Mikoyan-Gurevich MiG-105. Bà rời khỏi chương trình vũ trụ kể từ ngày 1/10/1969, và rời khỏi quân đội vào năm 1989. Bà mang cấp bậc Trung tá trong Lực lượng Dự bị Không quân Liên Xô.